# Giuseppe Bessi
Giuseppe Bessi (Volterra, 1857 – ibidem, 1922) fue un escultor italiano.

## Biografía
Giuseppe Bessi frecuentó, como su contemporáneo coterráneo Vittorio Pochini (1860-1908), la Escuela de Arte de su ciudad natal, Volterra, que dirigía Paride Bagnolesi, del que fue discípulo; después se perfeccionó en la Academia de Bellas Artes de Florencia, donde tuvo como profesor al escultor Augusto Rivalta (1837-1925) y regresó a su ciudad en 1872. Allí, fundó un taller en 1879 y se especializó en bustos y estatuas de alabastro, mármol y ónix mármol; también trabajó el bronce. 
Fue uno de los representantes más importantes de la escultura de salón italiana. En sus obras combinó formas del neoclasicismo y el art nouveau.
Bessi fue director de la Escuela de Arte de Volterra (1891-1910), donde enseñó hasta su muerte. Esta institución es considerada la única escuela en el mundo para el arte de alabastro y es natural que se encuentre en la ciudad natal del escultor porque cerca de Volterra hay yacimientos de los que se extrae y procesa este material desde al menos el siglo VI a. C.

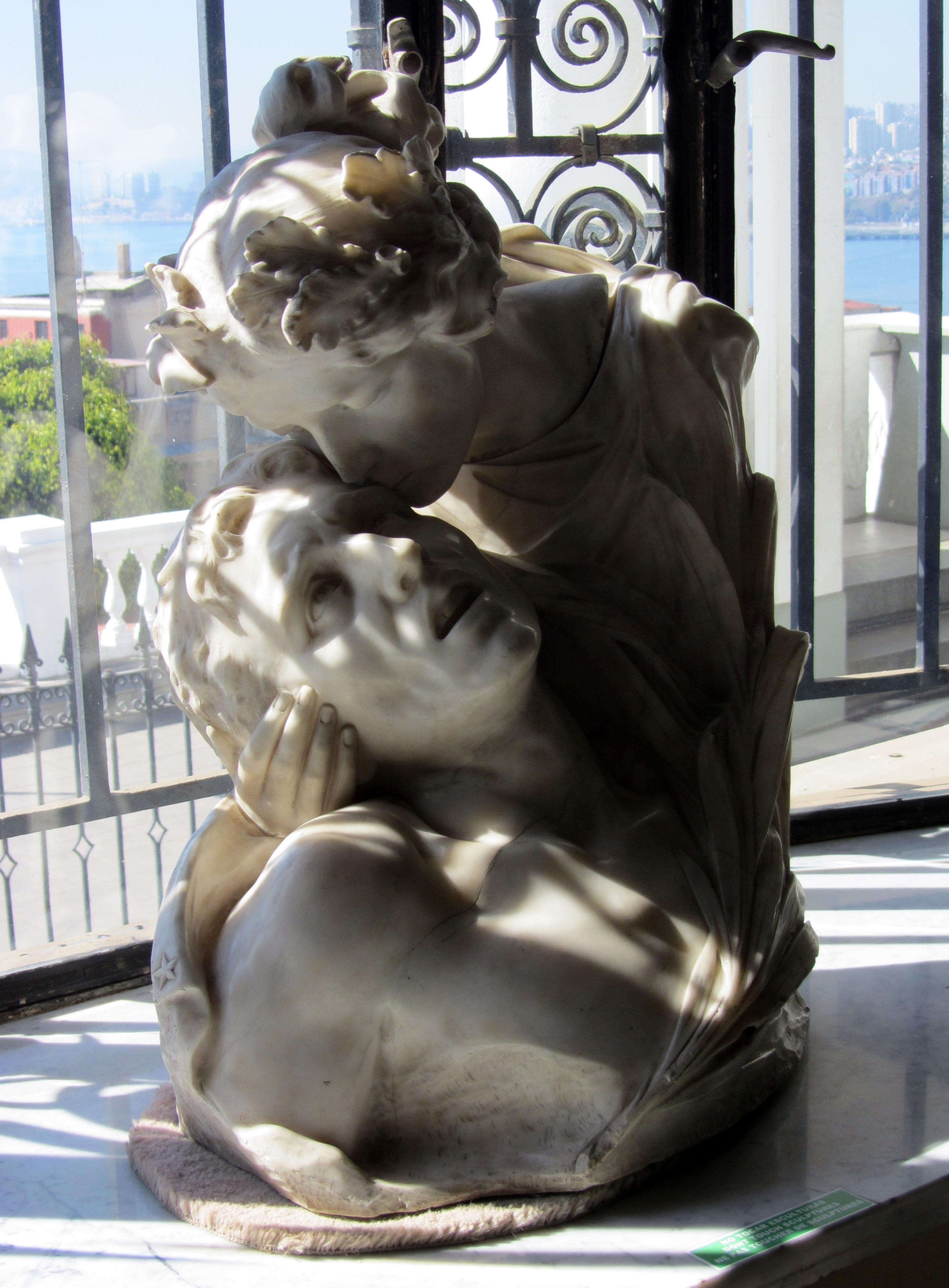
El beso de la gloria, MMBAV

Las obras de alabastro de Bessi se exhibieron en importantes exposiciones, como las de la Universal de París de 1900, la Internacional de Arte Decorativa Moderna, celebrada en Turín en 1902, o la  Universal de San Luis de 1904, llamada también Louisiana Purchase Exposition. Premiado en varias ocasiones, sus obras tuvieron gran éxito en el mercado de arte internacional. Debido a ello, a menudo se fabricaron réplicas; las esculturas posteriores llevan la firma de Studio Prof. G. Bessi. 
Empresario y artista, su amistad con Francesco Gioli (1846-1922) lo llevó profundizar en los macchiaioli y en los exponentes del movimiento de la Scapigliatura, así como  en la obra de su contemporáneo Medardo Rosso, evolucionando hacia un impresionismo cercano a un Liberty barroquizante. Este artista italiano, al que el Gobierno de su país lo distinguió con el título honorífico de Cavaliere del Lavoro, se especializó en bustos y estatuillas, principalmente femeninas, reconocibles por sus expresiones y vestimenta. Tiene también una serie de compositores (Brahms, Beethoven, Schubert); diseñó asimismo lámparas y juegos de ajedrez de alabastro y ónix.
El Hermitage de San Petersburgo y otros importantes museos tienen obras de Bessi, así como el Ecomuseo dell'Alabastro en su ciudad natal. En España, el Museo Nacional de Cerámica y Artes Suntuarias González Martí de Valencia tiene el busto Alba di pace (Alba de paz) y en Chile el Municipal de Bellas Artes de Valparaíso tiene la composición escultórica El beso de la gloria. Numerosas obras de Bessi están en colecciones privadas de Estados Unidos y han sido exhibidas en muestras de ese país.
A su muerte, el taller de Giuseppe Bessi pasó primero a manos de sus hijos (Mino continuó en la línea de su padre, mientras que Giusto buscó suerte en el extranjero, siempre con producciones de alabastro) y, después, de su nieto Ghebo Vero y su bisnieto Pedro; convertida por este en una galería-tienda de artesanía típica de Volterra, la casa Alabastri G. Bessi funcionó ininterrumpidamente hasta 2015; reapareció en 2017 en otra dirección, pero desde noviembre de ese año no hay movimiento en su página de Facebook.
Un calle de la ciudad de Scandicci, provincia de Florencia, lleva su nombre.

## Obras

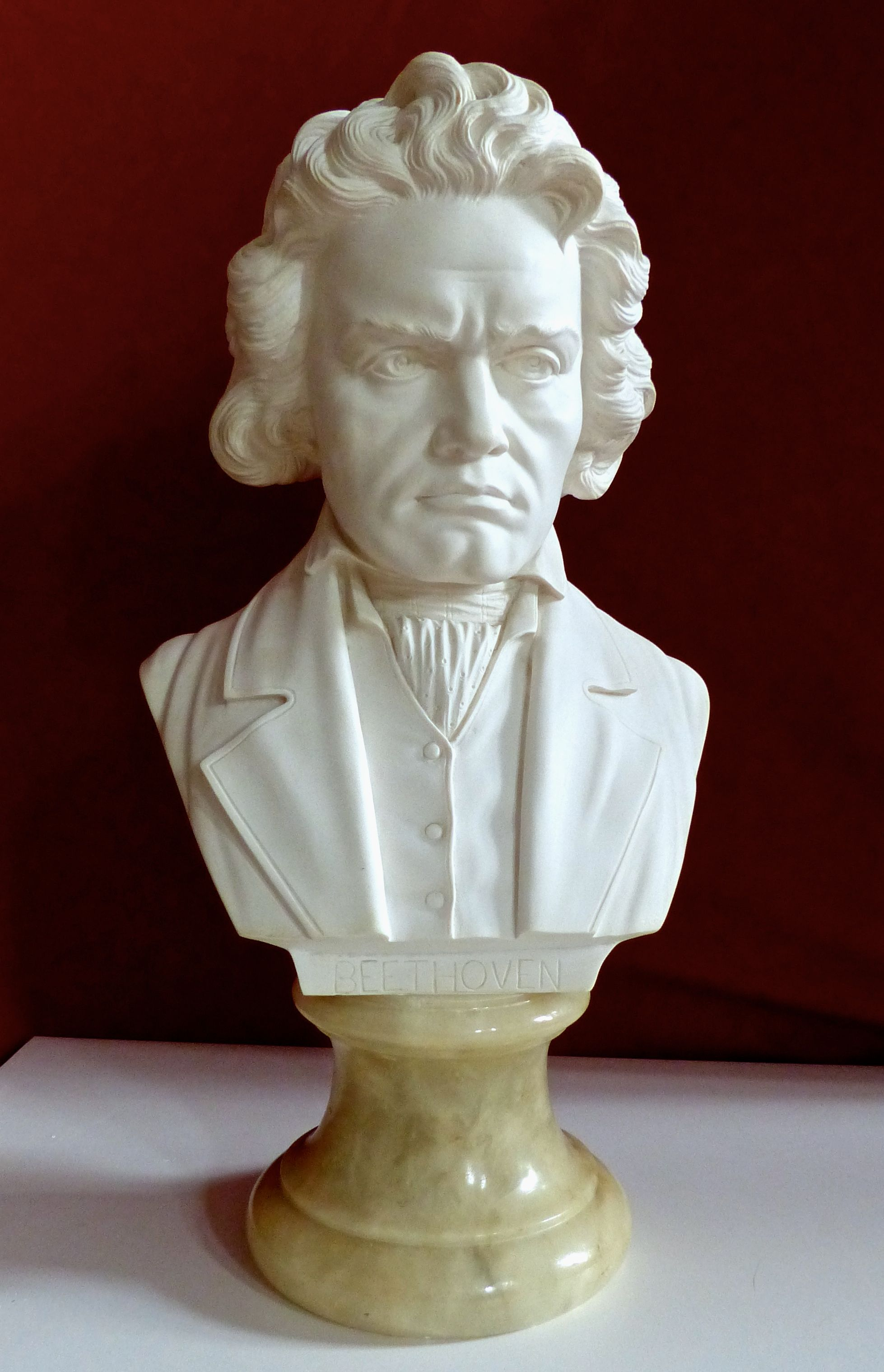
Busto de Beethoven

- Alba di pace, mármol y alabastro, 62 x 45 cm; MNCAS
- Bailarina oriental, bronce, 32.5 cm
- Beatrice, mármol y alabastro, 52 cm
- El beso de la gloria, mármol, 50 × 60 × 30 cm
- Juana de Arco, mármol, 31.29 x 38.1 x 17.78 cm
- Mignon, mármol blanco y rosado, 31 x 28.5 x 14.5 cm
- Ninfa, mármol, 64.8 cm
- Ruth, alabastro, 59.1 cm
- Senta, alabastro, 55.9 cm
- Teodora, mármol, 42.5 x 38.1 cm